# Мочалин, Фёдор Иванович
Фёдор Иванович Мочалин (1920—1999) — советский государственный и партийный деятель. Член КПСС с 1952 года; кандидат в члены ЦК КПСС в 1981—1986 годах, член ЦРК КПСС в 1976—1981 годах. Депутат Совета Национальностей Верховного Совета СССР 7—11 созывов (1966—1989) от Казахской ССР.

## Биография
Русский.
Окончил Московский текстильный институт в 1943 году.
В 1943—1944 годах — в Красной Армии, участник Великой Отечественной войны.
С 1947 года — на государственной и партийной работе в Казахской ССР.
В 1964—1965 годах — второй секретарь Алма-Атинского обкома КП Казахстана.
В 1965—1973 годах — первый секретарь Алма-Атинского горкома КП Казахстана.
В 1973—1985 годах — заведующий Отделом лёгкой и пищевой промышленности ЦК КПСС.
С 1985 года на пенсии.
Скончался в 1999 году. Похоронен на Троекуровском кладбище.